# Kaguya-sama: Cuộc chiến tỏ tình
Kaguya-sama wa Kokurasetai ~Tensai-tachi no Ren'ai Zunōsen~ (かぐや様は告らせたい ～天才たちの恋愛頭脳戦～ n.đ. "Nàng Kaguya muốn được tỏ tình ~Tình chiến cân não của các thiên tài~") là một series seinen manga Nhật Bản được viết và minh hoạ bởi Akasaka Aka (赤坂アカ). Hai manga spin off được ra mắt vào năm 2018. Series anime được A-1 Pictures sản xuất và lên sóng truyền hình từ năm 2019 đến nay. Tiếp theo là phần thứ hai được phát sóng vào năm 2020, một tập phim hoạt hình video gốc (OVA) được phát hành vào năm 2021 và mùa thứ ba được phát sóng vào năm 2022. Một anime điện ảnh có tựa đề Kaguya-sama wa Kokurasetai: Fāsuto Kissu wa Owaranai, được công chiếu tại rạp vào tháng 12 năm 2022. Một bộ live-action chuyển thể, do Hayato Kawai đạo diễn, được phát sóng vào tháng 9 năm 2019.
Bộ truyện được xuất bản bằng tiếng Anh bởi Viz Media và được mua bản quyền phát hành tiếng Việt bởi Nhà xuất bản Kim Đồng, ban đầu dự định phát hành dưới tên Quý cô Kaguya và cuộc chiến tỏ tình ~Khi thiên tài thả thính~, nhưng sau đó đổi lại thành Kaguya-sama: Cuộc chiến tỏ tình, dựa theo tên bản tiếng Anh là Kaguya-sama: Love Is War.
Đến tháng 12 năm 2022, bộ truyện tranh đã có hơn 22 triệu bản được phát hành, trở thành một trong những bộ truyện tranh bán chạy nhất. Năm 2020, Kaguya-sama: Love Is War đã giành được Giải thưởng Manga Shogakukan lần thứ 65 ở hạng mục chung.

## Cốt truyện
Ở trong Hội học sinh của khối cao trung thuộc Học viện Shūchiin, Hội trưởng Shirogane Miyuki và Phó hội trưởng Shinomiya Kaguya vẻ ngoài như một cặp đôi hoàn hảo. Kaguya là con gái của gia tộc tài phiệt giàu có và Miyuki là học sinh nổi tiếng khi luôn đứng đầu thành tích học tập trong trường. Mặc dù họ thích nhau, nhưng họ quá tự cao khi thổ lộ tình cảm của mình vì họ đều nghĩ rằng ai tỏ tình trước sẽ thua. Câu chuyện kể về các kế hoạch của họ để khiến người khác thú nhận mình thích người kia.

## Nhân vật

### Chính
Shinomiya Kaguya (四宮 かぐや)
Lồng tiếng bởi: Koga Aoi (tiếng Nhật), Dương Hoàng Yến (tiếng Việt)
Là phó hội trưởng hội học sinh của Học viện Shuchiin. Cô nổi tiếng với vẻ đẹp, trí thông minh và sự giàu có, gia đình cô sở hữu một trong những tập đoàn kinh doanh lớn nhất Nhật Bản. Do sinh ra trong một gia đình thượng lưu nên cách nuôi dạy của Kaguya khiến cô trở nên kiêu ngạo, lạnh lùng và tính toán; nhưng bên trong thì cô thực sự là một cô gái tuổi teen ngây thơ, tốt bụng và công bằng. Địa vị xã hội và quá trình trưởng thành của cô cũng khiến cô đau khổ về mặt tinh thần vì sự cô đơn và cô lập. Bất chấp trí thông minh, cô lại kém một cách đáng ngạc nhiên trong việc sử dụng điện thoại thông minh (mặc dù cô xuất sắc với các phương pháp nhập dữ liệu như máy đánh chữ). Cô cũng khá ngây thơ khi nói đến chuyện tình cảm và tình dục, đồng thời phải được dạy cách tận dụng thời trang và nữ tính để làm lợi thế cho mình. Để khiến Miyuki thú nhận tình yêu của mình một cách trực tiếp hoặc gián tiếp, cô thường lên kế hoạch trước để xoay chuyển tình thế có lợi. Ngoài việc tham gia vào công việc của hội học sinh, cô còn tham gia câu lạc bộ Bắn cung.
Akasaka nói rằng anh đã mô phỏng Kaguya giống Kaguya-hime ở chỗ cả hai đều là công chúa lúc đầu, nhưng sau này có điều gì đó sâu sắc hơn về tính cách của họ. Anh ban đầu khiến cả Kaguya và Miyuki có những tính cách giống nhau, vừa kiêu hãnh vừa trí tuệ nhưng sau đó bộc lộ nội tâm giống "những kẻ ngốc nghếch" hơn. Sau này anh khiến hai người có khuynh hướng khác nhau, trong đó Kaguya giống một "gái hư" hơn. Akasaka cũng nói rằng mặc dù Kaguya có mặt tối của cô ấy nhưng anh không muốn mọi người ghét cô nên cố gắng giữ cân bằng những cảm xúc tích cực và tiêu cực.
Shirogane Miyuki (白銀 御行)
Lồng tiếng bởi: Furukawa Makoto (tiếng Nhật), Huỳnh Đông (tiếng Việt)
Là hội trưởng hội học sinh của Học viện Shuchiin. Anh nổi tiếng là học sinh đứng đầu của trường, người cũng đứng thứ hai chung cuộc trong các kỳ thi thử quốc gia, do học suốt thời gian nên mái tóc rối bù, quầng thâm quanh mắt và vẻ ngoài rất trừng trừng. Giống như Kaguya, anh thiếu kinh nghiệm trong chuyện tình cảm và các mối quan hệ. Miyuki gặp khó khăn với các môn thể thao thể chất liên quan đến kỹ năng và mắc chứng sợ hãi trước côn trùng, đặc biệt là gián. Vì cha anh, trước đây là chủ nhà máy, thất nghiệp và mẹ anh - người đã rời bỏ gia đình khi anh còn nhỏ - không nuôi sống họ, anh và em gái Kei thường xuyên đi làm thêm. Một trò đùa trong truyện là việc anh luôn tưởng tượng Kaguya đang coi thường mình và nói "Thật dễ thương." (お可愛いこと, Okawaii koto), và không chịu thổ lộ tình cảm của mình với cô ấy vì sợ bị từ chối theo cách đó. Miyuki cũng có niềm đam mê ngắm sao và mơ ước một ngày trở thành nhà thiên văn học chuyên nghiệp.  Akasaka nói rằng ban đầu anh nghĩ đến việc đặt tên cậu là Mikado, theo tên Hoàng đế trong câu chuyện Kaguya-hime, nhưng nhận ra rằng anh thích Otomo no Miyuki hơn. Anh đã phát triển Miyuki bắt đầu giống như một cặp song sinh về tính cách với Kaguya, và sau đó trở thành một "trai ngoan". Anh thích rằng có thể miêu tả Miyuki là người điềm tĩnh ở bên ngoài, nhưng bên trong tâm trí lại đang chạy đua.
Fujiwara Chika (藤原 千花)
Lồng tiếng bởi: Kohara Konomi (tiếng Nhật), Hồ Ngọc Hà (tiếng Việt)
Là thư ký hội học sinh của Học viện Shuchiin. Chika là một cô gái trẻ có làn da trắng với mái tóc bạc dài ngang vai (màu hồng nhạt trong anime) có một chiếc nơ đen ở giữa tóc mái vuông, đôi mắt xanh và vòng một khá lớn. Cô đã là bạn với Kaguya từ khi học cấp hai dù sự thân thiết của họ không được người khác nhận thấy rõ ràng vì tính cách của Kaguya. Mặc dù sở hữu kỹ năng về ngôn ngữ, ca hát và nhiều môn thể thao khác nhau, cô lại là một người không lo làm bài tập ở trường. Chika tự nhận mình là chuyên gia về đọc cảm xúc nhưng độ chính xác của những lần nói trên hoặc là trúng hoặc trượt; chẳng hạn, cô có thể nói rằng Miko có tình cảm với Yuu bất chấp thái độ chống đối của Miko đối với Yuu, đồng thời là thành viên duy nhất của hội học sinh không phát hiện ra rằng Kaguya và Miyuki đã bắt đầu hẹn hò với nhau. Sự thiếu nhận thức xã hội khi nói đến mối quan hệ của Kaguya và Miyuki gây ra nhiều xung đột trong trò chơi tình yêu của cả hai, chẳng hạn như việc kết hôn với Miyuki trong The Game of Life và cũng đang ăn bữa trưa của mình. Mặc dù vậy, cô cố gắng hết sức để giúp cổ vũ các thành viên hội học sinh và thường là người đầu tiên giúp đỡ về mặt tinh thần.
Ishigami Yū (石上 優)
Lồng tiếng bởi: Suzuki Ryōta
Là kế toán của hội học sinh Học viện Shuchiin và là kouhai của Kaguya và Miyuki. Anh là một anh chàng tóc đen với phần tóc mái che một bên mắt. Là con trai thứ hai của một nhà sản xuất đồ chơi nhỏ, anh chỉ đi học vì bị cha ép buộc và trốn học cho đến khi Miyuki tuyển anh làm thủ quỹ. Anh thường im lặng và đeo tai nghe khi chơi trò chơi điện tử trên máy chơi game di động, tuy vậy lại là một người quan sát nhạy bén về mọi người, để ý đến những điều mà người khác không muốn tiết lộ, nhưng đôi khi gặp rắc rối khi chỉ ra những điều đó. Anh cực sợ Kaguya có thể giết mình vì cô hay ném cho anh những ánh mắt đe dọa và phán xét. Chika thỉnh thoảng cũng sẽ đánh anh vì đưa ra những bình luận tục tĩu. Anh bắt đầu thích Tsubame, tiền bối của mình và là đội phó của đội cổ vũ mà anh ngẫu nhiên tham gia.
Akasaka nói rằng anh đã thiết kế nhân vật Yu để không can thiệp vào mối quan hệ giữa Kaguya, Miyuki và Chika. Anh mô tả Yu là người ít nói và hiện diện mờ nhạt, có thể đến và đi bất cứ lúc nào, điều này đã trở thành một trò đùa thường xuyên trong truyện. Khi được hỏi liệu mình có giống nhân vật nào không, anh nói rằng mình cũng giống Yu ở chỗ có một số suy nghĩ tiêu cực, và rằng ở trường trung học, anh cũng phải lòng một nữ sinh cuối cấp.
Iino Miko (井伊野 ミコ)
Lồng tiếng bởi: Tomita Miyu
Là sinh viên năm nhất và là bạn cùng lớp của Yu. Là thành viên của ủy ban kỷ luật, cô xuất hiện lần đầu vào cuối nhiệm kỳ hội học sinh đầu tiên của Miyuki, nơi cô tranh cử với tư cách là ứng cử viên cạnh tranh cho chức chủ tịch hội học sinh tiếp theo. Cô mong muốn áp đặt cách cư xử có trật tự và đúng mực hơn đối với học sinh, với những quy định như bắt nam sinh phải cắt tóc húi cua, bắt nữ sinh mặc váy dài và cấm quan hệ. Mặc dù thẳng thắn và có quan điểm mạnh mẽ nhưng cô lại rất nhút nhát và sợ nói trước đám đông.
Ý thức về công lý của Miko lan tỏa khắp gia đình cô: cha cô là thẩm phán tòa án tối cao và mẹ cô làm việc cho một tổ chức viện trợ nhân đạo quốc tế. Về mặt học tập, cô đứng đầu lớp và ngưỡng mộ Chika vì kỹ năng âm nhạc như một nghệ sĩ piano, nhưng lại ghét Yu vì lười biếng và không nghiêm túc học tập. Cô từng coi Miyuki và Kaguya là những tên ăn chơi và độc ác tàn bạo, vì cô thường bắt gặp họ trong những tình huống lãng mạn không phù hợp. Cô ủng hộ Yu trong việc anh theo đuổi Tsubame làm bạn gái, nhưng nhận ra rằng mình có tình cảm với anh.
Hayasaka Ai (早坂 愛)
Lồng tiếng bởi: Hanamori Yumiri
Là hầu gái từ thời thơ ấu của Kaguya; cha cô là cha đỡ đầu của Kaguya và mẹ cô là vú nuôi của Kaguya. Hai cô gái được nuôi dưỡng cùng nhau cho đến khi hai tuổi, khi Kaguya được chuyển đến nhà chính Shinomiya; vào ngày đoàn tụ lúc bảy tuổi, mối quan hệ chủ/tớ chính thức của họ đã được thiết lập. Gia đình cô đã phục vụ Shinomiya qua nhiều thế hệ; từng nổi bật và cạnh tranh với nhà Shinomiya, sau đó họ được gia nhập vào gia đình Shinomiya để thừa nhận dòng máu huyết thống của họ. Cô có mái tóc ngắn màu vàng dâu và một phần tư là người Ireland. Ở trường, cô hành động như một cô gái thời trang nổi tiếng khi mặc váy ngắn, cổ rộng, móng tay cầu kỳ và đeo phụ kiện, tất cả đều tuân theo quy định về trang phục. Cô giữ bí mật về mối quan hệ của mình với Kaguya là Miyuki và Chika. Khi Miyuki đến thăm, cô ăn mặc như một cô hầu gái tên là  Smithee A. Herthaka (スミシー・A・ハーサカ, Sumishī A Hāsaka). Hiểu biết về xã hội hơn Kaguya và đôi khi có thể tính toán, nhưng cũng rất nhạy cảm vì cô quá khao khát một cuộc sống trung học bình thường, điều này dẫn đến việc cô thường xuyên trêu chọc Kaguya.

### Phụ
Kashiwagi Nagisa (柏木 渚)
Lồng tiếng bởi: Asakura Momo
Là một người bạn cùng lớp thỉnh thoảng hỏi Kaguya về những việc cần làm trong các mối quan hệ của mình. Cô ấy có mái tóc ngắn màu tối và đeo một chiếc kẹp tóc hai dải ở một bên. Đầu truyện, cô được một người bạn cùng lớp tỏ tình và cuối cùng đã chấp nhận. Cô là con gái trong một gia đình đóng tàu giàu có, về mặt học tập cô ấy đứng trong top 10 của lớp và là trưởng câu lạc bộ tình nguyện của trường. Cô nhận ra rằng có lẽ Kaguya và Miyuki thích nhau. Nagisa bộc lộ nhiều hành vi của bạn gái như nói nhiều, ủ rũ, thậm chí ghen tuông đến mức thuê thám tử tư theo dõi bạn trai xem có ngoại tình hay không.
Tanuma Tsubasa (田沼 翼)
Lồng tiếng bởi: Yashiro Taku
Một người bạn cùng lớp thường xuyên hỏi xin lời khuyên về tình yêu của Miyuki ở gần đầu bộ truyện. Khi Miyuki đề nghị anh mạnh dạn tỏ tình với Kashiwagi, anh đã làm theo và họ trở thành một cặp. Anh là con trai của giám đốc bệnh viện, đồng thời là cháu trai của bác sĩ gia đình Shinomiya. Ông nội của Tsubasa đặc biệt tin rằng gia đình ông đã bị nguyền rủa, vì cả ông và con trai ông (cha của Tsubasa) đều lên chức cha mẹ sớm khi họ mới 17 tuổi. Việc anh không biết chia sẻ chi tiết về mối quan hệ thành công của mình khiến các thành viên trong hội học sinh khó chịu.
Ban đầu truyện, tác giả không nói rõ họ tên nhân vật và chỉ đề cập dưới tên Bạn trai của Kashiwagi (柏木の彼氏, Kashiwagi no kareshi).
Shijō Maki (四条 眞妃)
Lồng tiếng bởi: Ichinose Kana
Là bạn cùng lớp và là bạn thân nhất của Nagisa. Cô có mái tóc ngắn được tết thành bím ngắn. Cô là bạn với Nagisa và thầm ghen tị với mối quan hệ của Nagisa với bạn trai cô ấy, vì cô cũng thích anh ta nhưng không thể thổ lộ trước đó. Là một thành viên trong phân gia Shijō trong gia tộc Shinomiya, theo gia phả là sau một đời với Kaguya, nên đôi khi Maki gọi Kaguya là "bà cô", khiến Kaguya không hài lòng. Sự lạnh lùng của họ đối với nhau được cho là do căng thẳng giữa gia tộc chính và phân gia. Yu coi cô ấy là tsundere (bề ngoài lạnh lùng nhưng muốn tình cảm), và Miyuki cho rằng tính cách của cô ấy rất giống Kaguya.
Osaragi Kobachi (大仏 こばち)
Lồng tiếng bởi: Hidaka Rina
Thành viên của ủy ban kỷ luật, bạn thân của Miko. Cô đã chăm sóc Miko hơn mười năm, theo đúng nghĩa đen do bản chất cả tin của Miko. Sau đó, cô bắt đầu hẹn hò với Đội trưởng Câu lạc bộ Cổ vũ, nhưng cuối cùng lại chia tay. Cha mẹ cô là những người nổi tiếng trên truyền hình và cô đang trên đường trở thành một ngôi sao nhí cho đến khi vụ bê bối xảy ra với gia đình cô, và do đó đã giữ kín danh tiếng kể từ khi học cấp hai. Trong các chương sau, cô tiết lộ với Kaguya rằng cô đã kìm nén cảm xúc lãng mạn của mình đối với Ishigami để hỗ trợ Miko nhưng lại để lộ rằng mình có thể chỉ là bạn bè trên danh nghĩa với cô ấy.
Onodera Rei (小野寺 麗)
Lồng tiếng bởi: Takada Yūki
Nữ sinh hai tại Học viện Shuchi'in và là cựu thành viên của Ủy ban Lễ hội Văn hóa và Câu lạc bộ Cổ vũ. Cô học cùng lớp với Ishigami, Iino và Osaragi. Cô là một cô gái khá điềm tĩnh trong những hoàn cảnh bình thường và khá cởi mở vì cô tỏ ra thích thú với việc Ishigami đọc light novel.
Shirogane Kei (白銀 圭)
Lồng tiếng bởi: Suzushiro Sayumi
Em gái của Miyuki, là thủ quỹ hội học sinh trường trung học cơ sở Shuchiin. Kaguya ngưỡng mộ Kei vì cô rất giống anh trai mình và khá nghiêm túc; ở bên Kei cũng giống như ở bên Miyuki. Sau khi cha mẹ cô ly thân khi cô còn nhỏ, cô ban đầu ở với mẹ nhưng bỏ trốn đến sống với bố và anh trai. Cô khá nổi loạn khi tiếp xúc với anh trai mình, thấy anh mình khó chịu và không thời trang nhưng vẫn quan tâm, đảm bảo anh luôn thể hiện hình ảnh tốt trước mặt các bạn cùng lớp. Cô là bạn tốt của gia đình Fujiwara, cả bạn cùng lớp Moeha và Chika. Mặc dù không tương tác với Kaguya nhiều nhưng Kei vẫn cố gắng hiểu Kaguya hơn. Khi phát hiện ra rằng anh trai mình và Kaguya đang hẹn hò, cô còn háo hức giúp đỡ anh mình hơn vì điều đó có nghĩa là cô không chỉ đi chơi với Kaguya thường xuyên hơn mà cả hai người họ sẽ trở thành họ hàng.
Fujiwara Moeha (藤原 萌葉)
Lồng tiếng bởi: Ozawa Ari
Là em gái của Chika, phó chủ tịch hội học sinh trường trung học cơ sở Shuchiin, đồng thời là bạn cùng lớp và bạn của Kei. Cô cũng ngưỡng mộ Miyuki và hy vọng một ngày nào đó sẽ tỏ tình với anh. Cô có thói quen nói ra những ý tưởng đen tối, điều này khiến Kaguya vô cùng lo lắng.
Koyasu Tsubame (子安 つばめ)
Lồng tiếng bởi: Fukuhara Haruka
Là nữ sinh năm ba nổi tiếng, đội phó của đội cổ vũ và là một vận động viên thể dục nhịp điệu. Cô là con gái của một chủ nhà hàng và nhân viên pha chế. Cô khuyến khích Yu tham gia và tận hưởng nhưng bị sốc khi Yuu vô tình công khai tỏ tình với cô trong lễ hội trường. Sau khi nói chuyện với Kaguya, cô nói với Yu rằng mình sẽ đưa ra phản hồi cho anh vào thời điểm anh chọn, mặc dù Yu vẫn không biết rằng anh đã thú nhận ngay từ đầu.
Akasaka đã chia sẻ rằng anh cũng thích một cô nữ sinh hơn tuổi khi còn học trung học. Việc cô ấy sắp tốt nghiệp cũng sẽ tạo nên một cốt truyện thú vị cho Yu.
Kino Karen (紀 かれんKino Karen), Kose Erika (巨瀬 エリカKose Erika)
Lồng tiếng bởi: Asahina Madoka (Karen), Asai Ayaka (Erika)
Hai người bạn cùng trường của Kaguya trong câu lạc bộ truyền thông đại chúng và là chủ đề của loạt spin-off Kaguya-sama o Kataritai. Họ thần tượng hội học sinh nhưng không biết họ làm gì. Karen có mái tóc thẳng màu nâu nhạt và là con gái CEO điều hành của một công ty xuất bản lớn; Cô dành rất nhiều thời gian để tưởng tượng về Miyuki và Kaguya cùng với việc viết truyện viễn tưởng về họ mà cô chỉ cho một số người được chọn xem. Erika có mái tóc đen buộc đuôi ngựa và là con gái của một gia đình làm miso. Nỗi ám ảnh của Erika hoàn toàn tập trung vào Kaguya.
Bố Shirogane (白銀 父 Shirogane chichi)
Lồng tiếng bởi: Koyasu Takehito
Là bố của Miyuki và Kei. Sau khi vợ bỏ ông bảy năm trước do nhà máy của ông đóng cửa, ông dành phần lớn thời gian để thất nghiệp. Ông làm những hoạt động ngẫu nhiên như bói toán và đưa ra lời khuyên. Sau đó, ông đã biến điều đó thành một livestreamer trước sự bàng hoàng của cả hai đứa con của mình. Được tiết lộ rằng sự thay đổi tài sản đột ngột của nhà máy của ông là do sự can thiệp của các thành viên lớn tuổi trong nhóm Shinomiya, mặc dù ông không có bất kỳ mối hận thù nào với nhà Kaguya và khuyến khích cô và Miyuki tận hưởng mối quan hệ của họ

## Phát triển

### Quan niệm
Akasaka đang viết manga Instant Bullets cho Weekly Young Jump và muốn sáng tác một bộ truyện khác. Trong một cuộc phỏng vấn trên Livedoor News, Akasaka cho biết cốt truyện ban đầu của Kaguya-sama thiên về một trò chơi giả tưởng và tử thần, nhưng biên tập viên của anh ấy muốn thứ gì đó chủ đạo hơn và vào thời điểm đó, Young Jump không có một loạt sê-ri hài lãng mạn thông thường. Đây là manga đầu tiên của Akasaka thuộc thể loại romcom. 
Akasaka lấy bối cảnh bộ truyện ở trường trung học vì đó là khoảng thời gian mà bản thân anh chưa có nhiều kinh nghiệm hẹn hò và lãng mạn. Anh đang nghĩ đến những mối quan hệ thời trung học trong khi xông khói một ít đồ ăn, và nảy ra ý tưởng muốn lấy lại một số cảm xúc thời trẻ của mình trong một thế giới tưởng tượng. Anh hình dung ra "hai tsundere thích nhau sẽ có những trận chiến tâm lý". Anh nghĩ đó là một khái niệm rất phổ biến, nhưng rất ngạc nhiên khi thấy độc giả nói với anh rằng tiền đề của mình rất sáng tạo. Cũng lúc đầu, anh muốn làm nhiều cuộc chiến trí tuệ hơn như Death Note nhưng chủ đề lại chuyển sang “sự xung đột của những cảm xúc lãng mạn” nhiều hơn. Anh cũng coi School Rumble là người có ảnh hưởng đến công việc của mình. 

### Thiết kế nhân vật
Tên của các nhân vật được lấy từ monogatari Công chúa ống tre (được biết đến nhiều hơn bên ngoài Nhật Bản với tên Câu chuyện về công chúa Kaguya). Akasaka nói rằng từ lâu đã thích những câu chuyện về công chúa và Kaguya-hime, nhân vật chính trong monogatari nói trên, là một trong những câu chuyện về công chúa nổi tiếng nhất. Khi phát triển nhân vật, anh nói rằng Kaguya và Miyuki ban đầu có tính cách và quá trình suy nghĩ giống nhau, giống như một cặp song sinh, điều này khiến cho cách trình bày của họ cho người đọc dễ hiểu hơn. Sau đó, anh phát triển thêm sự khác biệt giữa hai người. Các nhân vật khác cũng được phát triển theo cách tương tự, bắt đầu nông cạn và rập khuôn, nhưng chứa đầy cảm xúc thực tế và được rút ra từ kinh nghiệm cá nhân của tác giả và những người quen của anh. Anh đặc biệt thích những nhân vật tương phản có tính cách bên trong khác với hình ảnh bên ngoài của họ. 

### Sự phát triển và chủ đề
Khi phát triển một chương trình hoặc câu chuyện, Akasaka sẽ nghĩ về cảm xúc trước tiên và sau đó viết về việc trải nghiệm những cảm xúc đó, chẳng hạn như Kaguya sẽ cảm thấy thế nào nếu cô ấy ghen tị. Sau đó anh sẽ sắp xếp các nhân vật và sự kiện xung quanh cảm xúc đó. Khi anh nghĩ về một cảm xúc nào đó mà chưa phát triển thành một câu chuyện, anh viết nó vào một tờ giấy nhớ hoặc một cuốn sổ để sử dụng sau này. 
Akasaka nói rằng ban đầu anh muốn làm một bộ truyện tranh giúp các quý cô văn phòng thư giãn, nhưng vì anh là một otaku nên có vẻ như điều đó cũng đi theo hướng đó. Anh cũng tin rằng manga thiên về việc cung cấp cho người đọc điều gì đó thú vị và truyền tải những thông điệp có ý nghĩa về mối quan hệ giữa con người với nhau hơn là giới thiệu một số trò đùa và phản ứng của nhân vật. Akasaka nói rằng việc Miyuki và Kaguya trở thành học sinh năm ba đánh dấu nửa sau của câu chuyện. Khi được hỏi về cái kết, anh nói rằng không biết liệu mình có đi theo cái kết tồi tệ như với Kaguya-hime hay không, nhưng sẽ không bận tâm nếu điều đó xảy ra. Anh cũng cân nhắc việc giao cho mỗi nhân vật một chương trình hạ màn giống như họ làm trong mô phỏng hẹn hò, cuối cùng quyết định làm điều này.

## Các chuyển thể

### Manga
Akasaka Aka đã bắt đầu dự án Manga vào số tháng 6 trên Miracle Jump của Shueisha vào ngày 19 tháng 5 năm 2015. Chương cuối của bộ truyện đã được đăng tải vào ngày 19 tháng 1 năm 2016 trong số tháng 2 của tạp chí Miracle Jump. Bộ truyện sau đó đã được chuyển sang xuất bản tại Seinen manga của Weekly Young Jump vào 24 tháng 3 năm 2016. Shueisha đã gộp các chương lại thành các tập Tankōbon . Vào tháng 10 năm 2021 bộ manga đã thông báo rằng bộ truyện đã đi đến phần cuối cùng. Tập truyện đầu tiên được xuất bản vào ngày 18 tháng 3 năm 2016. Tính đến 19 tháng 10 năm 2022 bộ truyện đã xuất bản được 27 tập truyện. Hiện bộ manga được Nhà xuất bản Kim Đồng mua bản quyền về và phát hành tại Việt Nam.
| #                                                                                            | Phát hành tiếng Nhật | Phát hành tiếng Nhật | Phát hành tiếng Việt | Phát hành tiếng Việt |
| #                                                                                            | Ngày phát hành       | ISBN                 | Ngày phát hành       | ISBN                 |
| -------------------------------------------------------------------------------------------- | -------------------- | -------------------- | -------------------- | -------------------- |
| 1                                                                                            | 18 tháng 3 năm 2016  | 978-4-08-890432-0    | 16 tháng 9 năm 2022  | 978-604-2-27584-2    |
| 2                                                                                            | 19 tháng 7 năm 2016  | 978-4-08-890468-9    | 30 tháng 9 năm 2022  | 978-604-2-27585-9    |
| 3                                                                                            | 19 tháng 10 năm 2016 | 978-4-08-890508-2    | 14 tháng 10 năm 2022 | 978-604-2-27586-6    |
| 4                                                                                            | 19 tháng 1 năm 2017  | 978-4-08-890572-3    | 28 tháng 10 năm 2022 | 978-604-2-27587-3    |
| 5                                                                                            | 19 tháng 4 năm 2017  | 978-4-08-890623-2    | 11 tháng 11 năm 2022 | 978-604-2-27588-0    |
| 6                                                                                            | 19 tháng 7 năm 2017  | 978-4-08-890702-4    | 25 tháng 11 năm 2022 | 978-604-2-27589-7    |
| 7                                                                                            | 19 tháng 10 năm 2017 | 978-4-08-890762-8    | 09 tháng 12 năm 2022 | 978-604-2-27590-3    |
| 8                                                                                            | 19 tháng 1 năm 2018  | 978-4-08-890840-3    | 23 tháng 12 năm 2022 | 978-604-2-27591-0    |
| 9                                                                                            | 19 tháng 4 năm 2018  | 978-4-08-890891-5    | 6 tháng 1 năm 2023   | 978-604-2-27592-7    |
| 10                                                                                           | 19 tháng 7 năm 2018  | 978-4-08-891041-3    | 3 tháng 2 năm 2023   | 978-604-2-27593-4    |
| 11                                                                                           | 19 tháng 9 năm 2018  | 978-4-08-891094-9    | 17 tháng 2 năm 2023  | 978-604-2-27594-1    |
| 12                                                                                           | 19 tháng 12 năm 2018 | 978-4-08-891178-6    | 3 tháng 3 năm 2023   | 978-604-2-27595-8    |
| 13                                                                                           | 18 tháng 1 năm 2019  | 978-4-08-891193-9    | 17 tháng 3 năm 2023  | 978-604-2-28483-7    |
| 14                                                                                           | 19 tháng 3 năm 2019  | 978-4-08-891231-8    | 31 tháng 3 năm 2023  | 978-604-2-28484-4    |
| 15                                                                                           | 19 tháng 7 năm 2019  | 978-4-08-891320-9    | 14 tháng 4 năm 2023  | 978-604-2-28485-1    |
| 16                                                                                           | 19 tháng 9 năm 2019  | 978-4-08-891367-4    | 28 tháng 4 năm 2023  | 978-604-2-28486-8    |
| 17                                                                                           | 17 tháng 1 năm 2020  | 978-4-08-891457-2    | 9 tháng 6 năm 2023   | 978-604-2-28487-5    |
| 18                                                                                           | 17 tháng 4 năm 2020  | 978-4-08-891527-2    | 23 tháng 6 năm 2023  | 978-604-2-28488-2    |
| 19                                                                                           | 17 tháng 7 năm 2020  | 978-4-08-891646-0    | 7 tháng 7 năm 2023   | 978-604-2-28489-9    |
| 20                                                                                           | 19 tháng 11 năm 2020 | 978-4-08-891716-0    | 21 tháng 7 năm 2023  | 978-604-2-28490-5    |
| 21                                                                                           | 19 tháng 2 năm 2021  | 978-4-08-891753-5    | 4 tháng 8 năm 2023   | 978-604-2-28491-2    |
| 22                                                                                           | 19 tháng 5 năm 2021  | 978-4-08-891870-9    | 18 tháng 8 năm 2023  | 978-604-2-28492-9    |
| 23                                                                                           | 18 tháng 8 năm 2021  | 978-4-08-892054-2    | 1 tháng 9 năm 2023   | 978-604-2-28493-6    |
| 24                                                                                           | 17 tháng 12 năm 2021 | 978-4-08-892161-7    | 15 tháng 9 năm 2023  | 978-604-2-28494-3    |
| 25                                                                                           | 18 tháng 3 năm 2022  | 978-4-08-892252-2    | 25 tháng 9 năm 2023  | 978-604-2-28495-0    |
| 26                                                                                           | 17 tháng 6 năm 2022  | 978-4-08-892364-2    | 13 tháng 10 năm 2023 | 978-604-2-28496-7    |
| 27                                                                                           | 19 tháng 10 năm 2022 | 978-4-08-892430-4    | 3 tháng 5 năm 2024   | 978-604-2-28497-4    |
| 28                                                                                           | 19 tháng 12 năm 2022 | 978-4-08-892534-9    | 24 tháng 5 năm 2024  | 978-604-2-28498-1    |
| Mã ISBN tiếng Việt được lấy từ Cục Xuất bản, In và Phát hành - Bộ thông tin và truyền thông. |                      |                      |                      |                      |

### Anime
Một anime truyền hình dài tập được Shueisha công bố vào ngày 1 tháng 6 năm 2018. Bộ truyện được đạo diễn bởi Hatakeyama Mamoru và được viết bởi Nakanishi Yasuhiro, với hoạt ảnh của A-1 Pictures. Yahiro Yuuko thiết kế nhân vật, còn Aketagawa Jin chỉ đạo âm thanh. Haneoka Kei sáng tác nhạc cho sê-ri. Bộ phim được công chiếu từ ngày 12 tháng 1 đến ngày 30 tháng 3 năm 2019, phát sóng trên MBS, Tokyo MX, BS11, Gunma TV, Tochigi TV, Chukyo TV, và TV Niigata. Bộ phim được phát trong 12 tập. Suzuki Masayuki, Ihara Rikka, và Mizuno Yoshiki thể hiện bài hát mở đầu "Love Dramatic", còn Halca biểu diễn bài hát kết thúc "Sentimental Crisis". Aniplex of America đã được cấp quyền phát sóng series ở Bắc Mỹ, và truyền phát series trên Crunchyroll, Hulu, và FunimationNow. Ở Úc và New Zealand, AnimeLab được cấp quyền phát sóng series trong khu vực.
Mùa thứ hai có tên là Kaguya-sama wa Kokurasetai? Tensai-tachi no Renai Zunōsen (かぐや様は告らせたい？天才たちの恋愛頭脳戦) được thông báo vào tháng 10 năm 2019, đội ngũ cũ của anime trở lại sản xuất. Bắt đầu công chiếu từ ngày 11 tháng 4 năm 2020 trên các kênh Tokyo MX, Gunma TV, Tochigi TV, BS11, Abema TV, MBS và TV Niigata. Bài hát "Kotae Awase" và hai nhân vật mới Iino Miko, Osaragi Kobachi cùng các nhân vật chính cũng trở lại lần này. Funimation phát trực tuyến bản lồng tiếng Anh cho mùa hai.
Mùa thứ 3 của bộ anime có tên là Kaguya-sama wa Kokurasetai -Ultra Romantic- (かぐや様は告らせたい　-ウルトラロマンティック- Kaguya-sama wa Kokurasetai -Urutora Romantikku-) đã được thông báo vào ngày 25 tháng 10 năm 2020 và được lên sóng vào ngày 9 tháng 4 năm 2022. Một phim điện ảnh anime tiếp nối với tựa đề Kaguya-sama wa Kokurasetai: First Kiss wa Owaranai, cũng được ra mắt vào năm 2022.

### Live-action
Vào ngày 21 tháng 2 năm 2019, Shueisha thông báo rằng bộ phim chuyển thể live-action của series đang được sản xuất. Bộ phim ra mắt tại Nhật Bản vào ngày 6 tháng 9 năm 2019. Hirano Shou thủ vai Shirogane Miyuki và Hashimoto Kanna thủ vai Shinomiya Kaguya. Kawai Hayato đạo diễn bộ phim, Tokunaga Yūichi viết kịch bản, và buổi chụp ảnh chính được lên kế hoạch từ tháng 3 đến tháng 4 năm 2019.
Phần tiếp theo, Kaguya-sama wa Kokurasetai - Tensai-tachi no Ren'ai Zunōsen Final được thông báo vào ngày 6 tháng 1, 2021. Phim được ra mắt tại các rạp chiếu phim Nhật Bản vào ngày 20 tháng 8, 2021. Hirano, Hashimoto, Asakawa Nana, và Sano Hayato, diễn viên của vai tương ứng Shinomiya Kaguya, Shirogane Miyuki, Fujiwara Chika và Ishigami Yu, trở lại đảm nhận các vai diễn.

## Đón nhận
Bộ truyện đã bán được hơn 6 triệu bản tính đến tháng 4 năm 2019, bán được 8,5 triệu bản vào tháng 10 năm 2019, 9 triệu bản vào tháng 12 năm 2019, 13 triệu bản vào tháng 10 năm 2020, và 15 triệu bản vào tháng 4 năm 2021. Bộ truyện đứng thứ 9 trong những bộ manga bán chạy nhất năm 2019 với hơn 4 triệu bản in.
Rebecca Silverman của Anime News Network đã đánh giá tích cực hai tập đầu tiên của manga, cô gọi nó là "một trong những cơ sở hài lãng mạn độc đáo hơn so với ngoài kia". Cô nói rằng tập thứ hai hay hơn tập thứ nhất, chỉ ra sự phát triển từ phía tác giả, và nhận xét rằng nó được in đậm tốt cho độ bền của series. Cô cũng nói rằng series này về nghệ thuật có chút mơ hồ, thiếu đánh bóng và đặc biệt là khuôn mặt có xu hướng phải chịu đựng.